# Gärten der Prager Burg

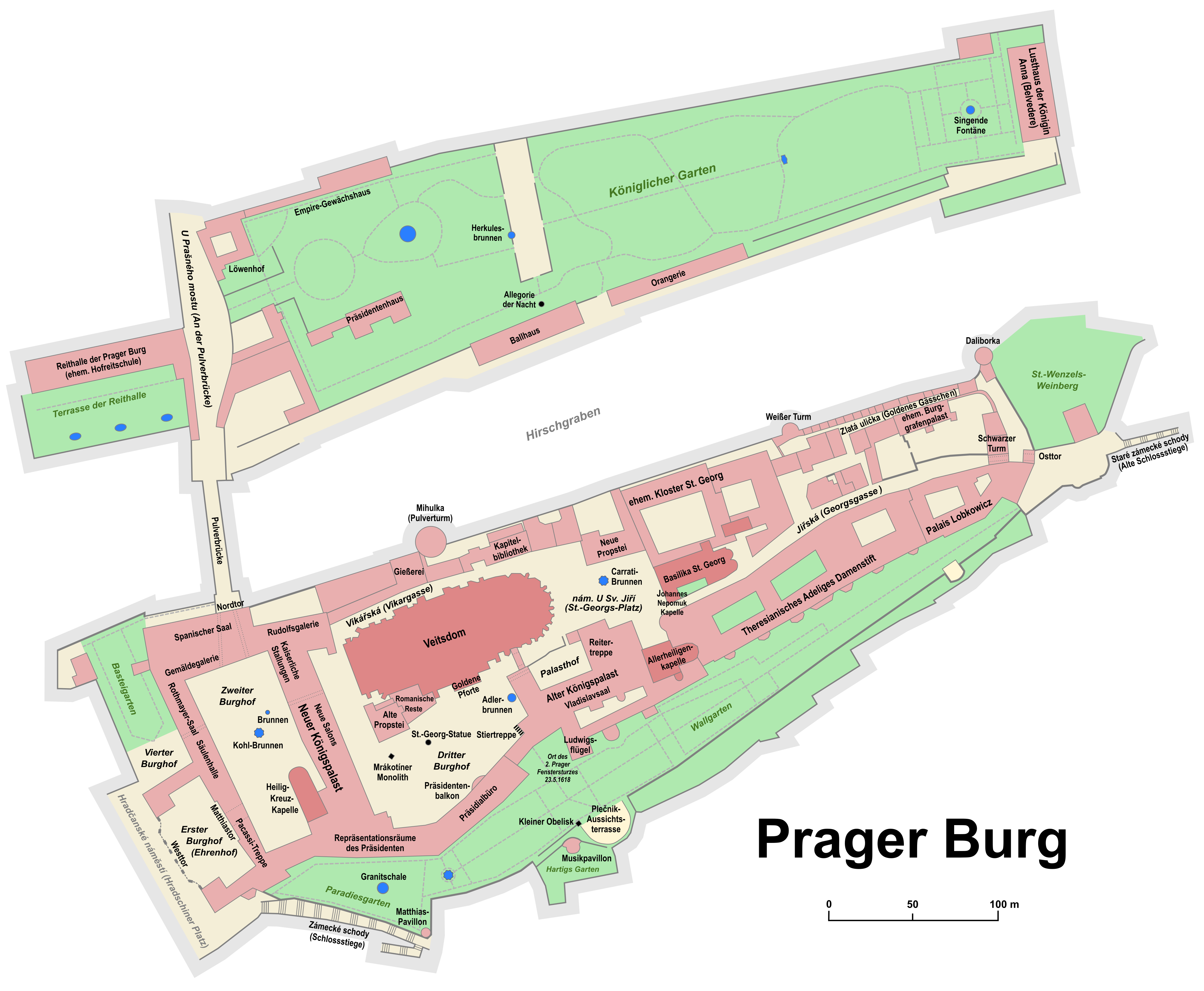
Karte der Prager Burg mit allen Gartenanlagen

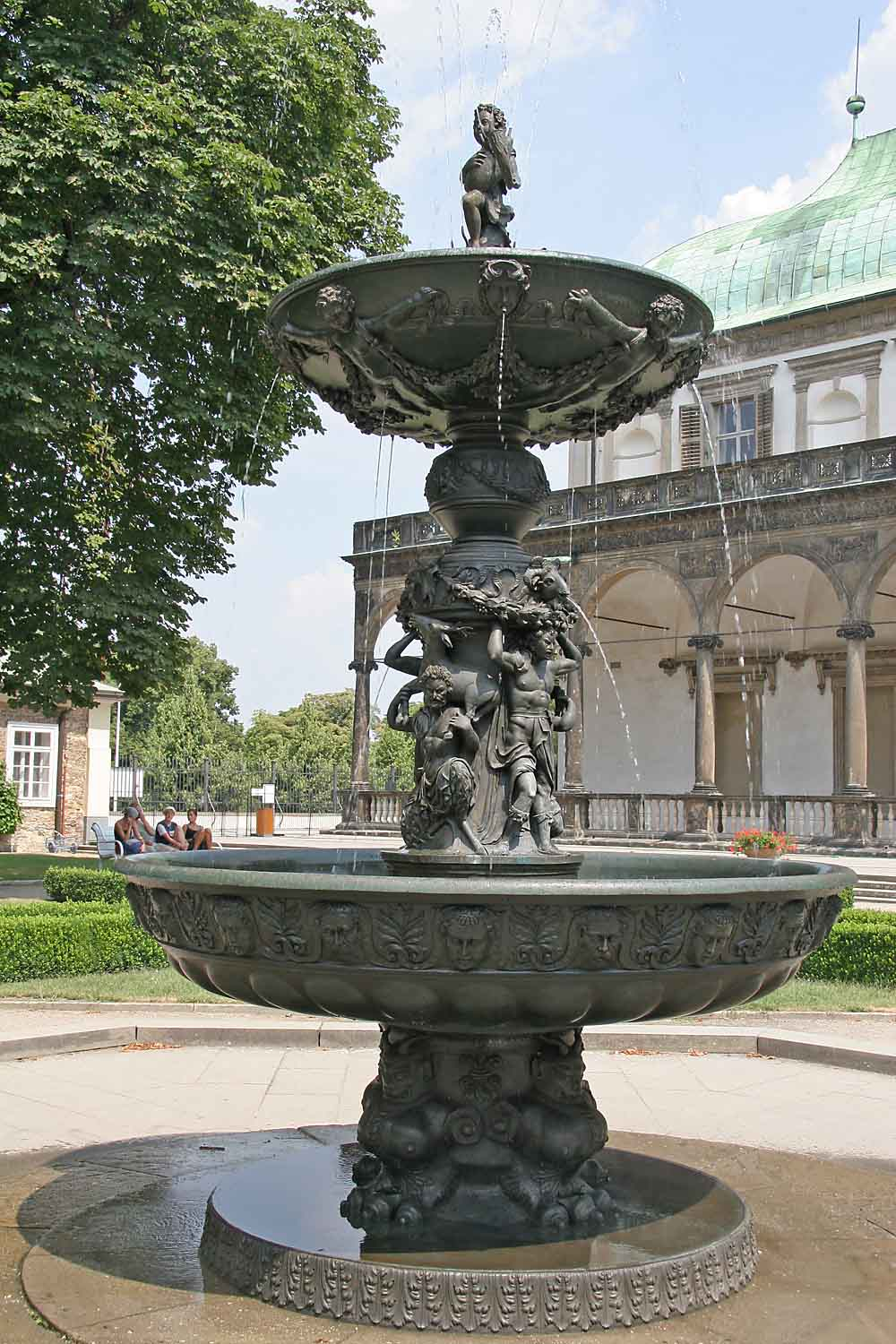
Die Singende Fontäne, Königlicher Garten

Gärten der Prager Burg ist die Bezeichnung für ein großes Areal neben und unterhalb der Prager Burg, das aus mehreren Gartenanlagen besteht. Zum einen handelt es sich um ein Gartenkomplex, der direkt an die Burg angrenzt beziehungsweise diese umgibt und im Stadtteil Hradčany (Hradschin) und teilweise auch auf der Kleinseite liegt. Zum anderen befinden sich in der nahen Nachbarschaft die sogenannten Palastgärten unter der Prager Burg. Die meisten Gärten sind miteinander verbunden, entweder durch Tore oder durch Treppen, wenn sie terrassenförmig angelegt sind.

## Gärten auf Hradschin
Es handelt sich um insgesamt sechs Gärten in der unmittelbaren Nachbarschaft der Prager Burg an dessen nördlicher und südlicher Seite. Sie bilden einen markanten grünen Ring um die Burg. Für die Gärten ist die Verwaltung der Prager Burg zuständig. Es sind die folgenden:
- Hirschgraben (Jelení příkop) ist eine natürliche Schlucht mit einer Gesamtfläche von 8 Hektar. Ursprünglich als Verteidigungswall in Verwendung wurde hier unter Rudolf II. Hochwild wie Hirsch gehalten (daher der Name), das auch gejagt wurde.
- Hartigs Garten (Hartigovská zahrada), ein nach 1670 durch Isabela Švihovská angelegter Garten, es gehört zum Palais Hartig, das 1720 durch den Grafen Ludwig Joseph von Hartig umgestaltet wurde. Der Garten besteht aus zwei kleinen Terrassen.[1] Der Garten hat eine Gesamtfläche von 757 m².
- Wallgarten (zahrada Na Valech) befindet sich auf einer Fläche von ca. 1,4 ha zwischen dem Paradiesgarten im Westen und dem Schwarzen Turm im Osten. Die ersten schriftlichen Hinweise gab es bereits 1550, nachdem der Garten auf Geheiß des Erzherzogs von Österreich, Ferdinand II., errichtet wurde.
- Basteigarten (zahrada Na Baště) befindet sich auf dem 4. Vorhof der Burg und nimmt etwa 80 Prozent dessen Fläche ein. Der Name des Gartens erinnert an die mittelalterliche Befestigung der Burg an dessen nordwestlicher Seite.
- Königlicher Garten (Královská zahrada), nördlich der Burg gelegen, ist mit 3,6 ha die größte der Gartenanlagen. Sie wurde 1534 im Renaissance-Stil angelegt. Auf dem Gelände befinden sich Sehenswürdigkeiten wie das Lustschloss der Königin Anna, die Singende Fontäne oder die Orangerie und zahlreiche Statuen.
- Paradiesgarten (Rajská zahrada), der im Osten in den Wallgarten einmündet, entstand im 16. Jahrhundert und wurde durch den Erzherzog von Österreich, Ferdinand II., den Kaiser Rudolf II. und dessen Bruder Matthias gestaltet.